# La Guajira
La Guajira je departement na severu Kolumbie. Rozprostírá se na karibském pobřeží, částečně zasahuje na stejnojmenný poloostrov Guajira. Sousedí s venezuelským státem Zulia a kolumbijskými departementy Cesar a Magdalena. Většinu území zabírá pobřežní nížina, na jihu departementu zasahují pohoří Sierra Nevada de Santa Marta, Serranía del Perijá a aluviální nížiny řek Ranchería a Cesar. Vzhledem k topografii území se zde nachází řada různých biotopů - semiaridní poušť, savana (suchá i vlhká), tropický střídavě vlhký les, deštný les a horský mlžný les. 
Správním centrem je město Riohacha. Departament sestává z 14 obcí a jednoho distriktu. Žije zde etnikum Goachirů, jejich řeč wayú je ko-oficiálním jazykem společně se španělštinou. 